# Mark L. Lester
Mark L. Lester (* 26. November 1946 in Cleveland, Ohio) ist ein US-amerikanischer Filmregisseur, Autor und Produzent.

## Leben
Lester war seit 1971 als Regisseur aktiv und inszenierte mehr als 30 Film- und Fernsehproduktionen. Außerdem ist er als Produzent tätig und wirkte als solcher an mehr als 40 Produktionen mit. Nur gelegentlich tritt er auch als Drehbuchautor in Erscheinung. Er ist vor allem für Actionfilme bekannt, insbesondere Phantom-Kommando aus dem Jahr 1985. 
Lester ist mit Dana Dubovsky verheiratet und hat mit ihr zwei Söhne. Er gründete die Produktionsfirma „American World Pictures“, in der er zusammen mit seiner Frau arbeitet.

## Filmografie (Auswahl)

### Regisseur
- 1971: Twilight of the Mayas
- 1973: Steel Arena – Der stählerne Tod (Steel Arena)
- 1974: Truck Stop (Truck Stop Women)
- 1975: White House Madness
- 1976: Sie nannten ihn El Lute (Bobbie Jo and the Outlaw)
- 1977: Stunts – Das Geschäft mit dem eigenen Leben (Stunts)
- 1979: Weiße Sklavin der grünen Hölle (Gold of the Amazon Women, Fernsehfilm)
- 1979: Roller Boogie
- 1982: Die Klasse von 1984 (Class of 1984)
- 1984: Der Feuerteufel (Firestarter)
- 1985: Phantom-Kommando (Commando)
- 1986: Zwei unter Volldampf (Armed and Dangerous)
- 1990: Die Klasse von 1999 (Class of 1999)
- 1991: Showdown in Little Tokyo
- 1993: Extreme Justice
- 1994: Night of the Running Man
- 1996: Public Enemy (Public Enemies)
- 1997: The Axe – Eine verhängnisvolle Ehe (The Ex)
- 1997: Teuflischer Irrtum (Double Take)
- 1997: Insemination – Wiege des Grauens (Misbegotten)
- 1999: The Base
- 1999: Hitman’s Run
- 2000: Whitmans Rückkehr (Blowback)
- 2000: Sacrifice – Der Sweetwater-Killer (Sacrifice, Fernsehfilm)
- 2000: The Base II – Das Todestribunal (Guilty as Charged, Fernsehfilm)
- 2003: Betrayal – Der Tod ist ihr Geschäft (Betrayal)
- 2003: Killing Candy (Stealing Candy)
- 2003: White Rush
- 2005: Pterodactyl – Urschrei der Gewalt (Pterodactyl, Fernsehfilm)
- 2010: Groupie – Sie beschützt die Band! (Groupie)
- 2013: Poseidon Rex
- 2014: Dragons of Camelot – Die Legende von König Arthur (Dragons of Camelot)

### Drehbuchautor
- 1973: Steel Arena – Der stählerne Tod (Steel Arena)
- 1974: Truck Stop (Truck Stop Women)
- 1982: Die Klasse von 1984 (Class of 1984)
- 1990: Die Klasse von 1999 (Class of 1999)
- 2003: Killing Candy (Stealing Candy)
- 2008: Yeti – Das Schneemonster (Yeti: Curse of the Snow Demon, Fernsehfilm)

### Filmproduzent
- 1971: Twilight of the Mayas
- 1973: Steel Arena – Der stählerne Tod (Steel Arena)
- 1974: Truck Stop (Truck Stop Women)
- 1975: White House Madness
- 1976: Sie nannten ihn El Lute (Bobbie Jo and the Outlaw)
- 1982: Die Klasse von 1984 (Class of 1984, Executive Producer)
- 1990: Die Klasse von 1999 (Class of 1999)
- 1991: Showdown in Little Tokyo
- 1994: Night of the Running Man
- 1996: Public Enemy (Public Enemies)
- 1997: The Axe – Eine verhängnisvolle Ehe (The Ex)
- 1997: Teuflischer Irrtum (Double Take)
- 1997: Insemination – Wiege des Grauens (Misbegotten)
- 1999: The Base
- 1999: Hitman’s Run
- 2000: Whitmans Rückkehr (Blowback)
- 2000: Sacrifice – Der Sweetwater-Killer (Sacrifice, Fernsehfilm)
- 2000: The Base II – Das Todestribunal (Guilty as Charged, Fernsehfilm)
- 2001: Altar des Satans (Devil’s Prey)
- 2003: Betrayal – Der Tod ist ihr Geschäft (Betrayal)
- 2003: Killing Candy (Stealing Candy)
- 2003: White Rush
- 2005: Pterodactyl – Urschrei der Gewalt (Pterodactyl)
- 2007: Lost Colony (Wraiths of Roanoke, Fernsehfilm)
- 2008: Yeti – Das Schneemonster (Yeti: Curse of the Snow Demon, Executive Producer)
- 2009: Beauty and the Beast
- 2011: Sinbad gegen das Ungeheuer (Sinbad and the Minotaur, Fernsehfilm)
- 2011: Dragon Chronicles – Die Jabberwocky-Saga (Jabberwock, Fernsehfilm)
- 2012: Sand Sharks
- 2013: Poseidon Rex
- 2014: Dragons of Camelot – Die Legende von König Arthur (Dragons of Camelot)
- 2018: Social Animals
- 2018: High Resolution
- 2019: Sleeping with My Student
- 2022: Hunt Club
- 2024: Cinderella’s Revenge

## Auszeichnung
- Lester wurde im Jahr 2003 für seine Regie beim Film White Rush mit einem Preis des New York International Independent Film & Video Festivals ausgezeichnet.